# 大衛·威爾遜
大衛·威爾遜（英語：David Wilson；1985年4月9日—）是一位英格蘭橄欖球運動員。他是英格蘭國家橄欖球隊的一員，代表英格蘭參加了2015年世界盃橄欖球賽。